# A Corner in Cotton
A Corner in Cotton è un film muto del 1916 diretto da Fred J. Balshofer. La sceneggiatura di Charles A. Taylor si basa su un soggetto di Anita Loos. Prodotto dalla Quality Pictures Corporation e distribuito dalla Metro Pictures Corp., aveva come interpreti Marguerite Snow, Frank Bacon, William Clifford, Wilfred Rogers.

## Trama
Ragazza della buona società, Peggy Ainslee si occupa di beneficenza e di aiutare i meno privilegiati. Così, quando suo padre Richard le intesta cinquantamila dollari in azioni di cotone, lei pensa di fare ricerche in prima persona sulle deplorevoli condizioni in cui versano i cotonifici del Sud. Fattasi assumere presso l'azienda del colonnello Carter, Peggy si trova a doversi difendere dalle molestie del caposquadra, ma viene salvata dal figlio del proprietario, John. Nel frattempo, il colonnello, un orgoglioso gentiluomo del Sud, rifiuta per ben due volte l'offerta di Richard Ainslee di aiutare la sua azienda sull'orlo del fallimento. Punto sul vivo, Ainslee decide di rovinare Carter accaparrandosi il mercato del cotone. Per salvare l'azienda, Peggy vende tutte le sue quote azionarie; poi riconcilia suo padre e il colonnello Carter, li mette a un tavolo per raggiungere un accordo finanziario e pianifica il suo matrimonio con John.

## Produzione
Il film fu prodotto dalla Quality Pictures Corporation. Venne girato a New York, a Savannah e in California.

## Distribuzione
Il copyright del film, richiesto dalla Metro Pictures Corp., fu registrato il 19 febbraio 1916 con il numero LP7676.
Distribuito dalla Metro Pictures Corporation, il film uscì nelle sale cinematografiche statunitensi il 21 febbraio 1916. In Svezia, prese il titolo Bomullskungens dotter.
Non si conoscono copie ancora esistenti della pellicola che viene considerata presumibilmente perduta.